# Frederik Christian Kaas (ammiraglio 1727)
Frederik Christian Kaas (Copenaghen, 1º dicembre 1727 – Copenaghen, 28 marzo 1804) è stato un ammiraglio danese,  che fu comandante dei vascelli Island, Mars, Jylland. Insignito del titolo di Cavaliere Bianco dell'Ordine del Dannebrog nel 1780, dal 1781 al 1792 fu il comando della base navale di Holmen. Il 9 marzo 1792 entrò come deputato nell'Admiralitets- og Kommissariatskollegiet, e di cui poi divenne primo vice (equivalente al rango di Ministro della Marina) il 12 giugno 1796.

## Biografia

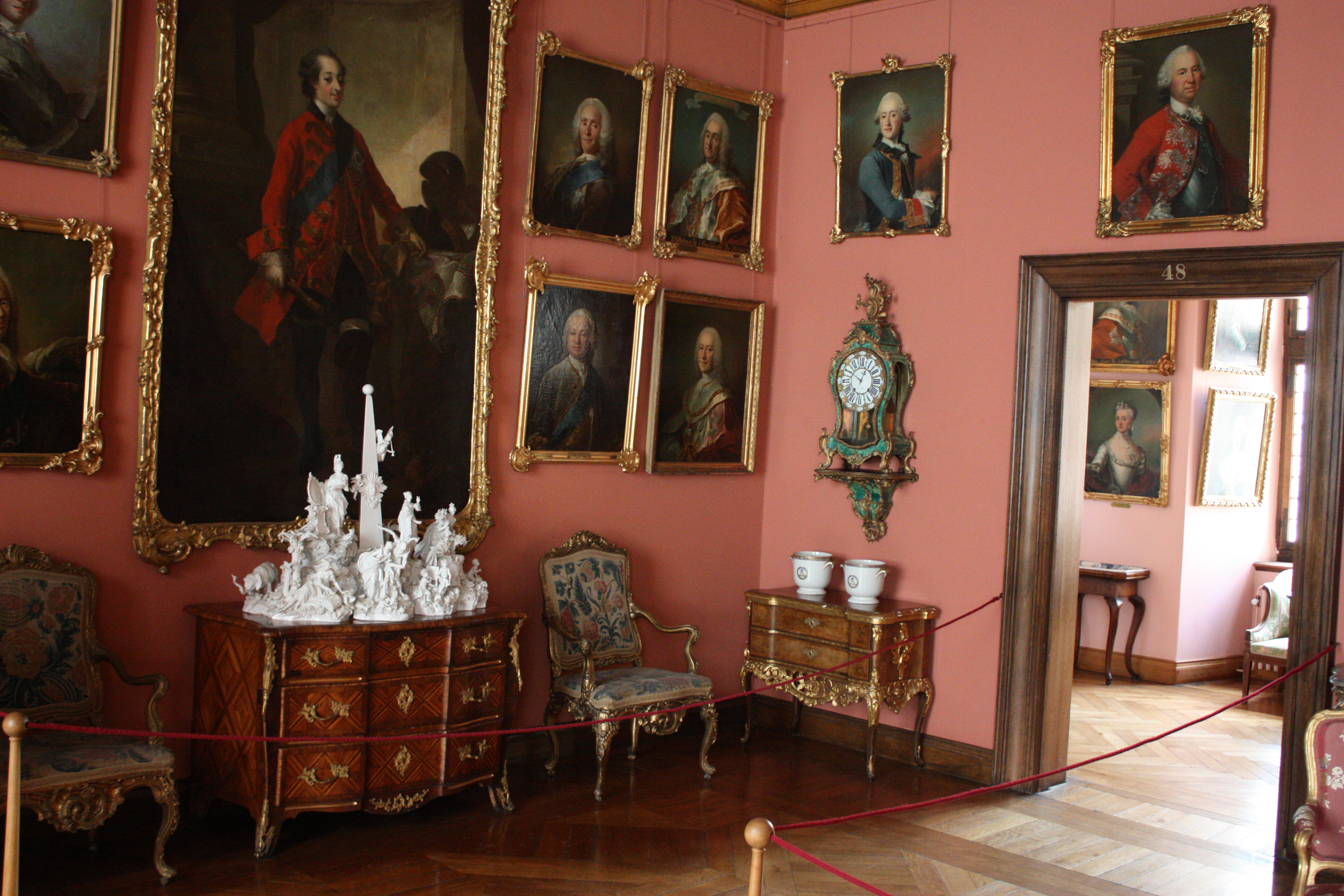
Il ritratto di Kaas in esposizione presso il Museo di Storia Nazionale del Castello di Frederiksborg.

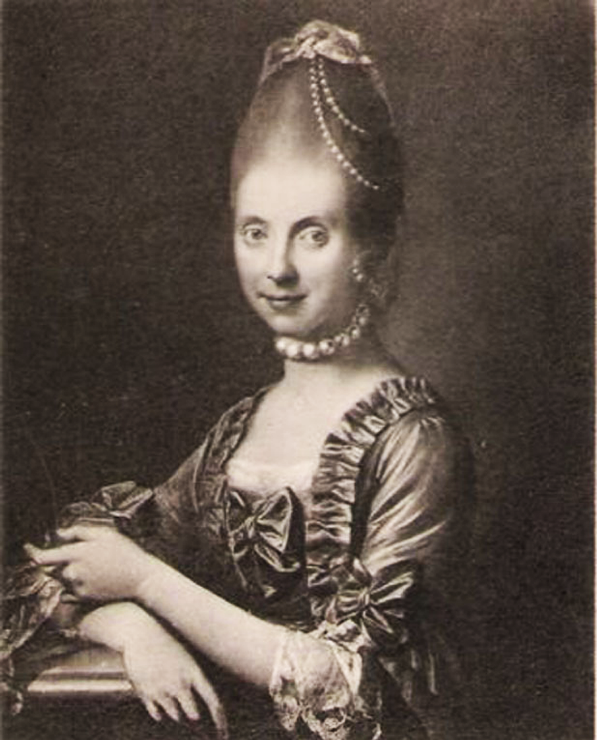
Edele Sophie Kaas.

Nacque a Copenaghen il 1º dicembre 1727, figlio dell'ammiraglio Ulrik Kaas e di Mette Sørensdatter Matthiesen. Nel 1739 entrò come volontario nella Marina reale, venendo ufficialmente accettato come cadetto nel 1741. A bordo della nave di linea Oldenborg nel 1746 salpò per Algeri in forza ad una squadra navale, e il 6 ottobre 1747 fu promosso sottotenente. Aspirando a diventare un maestro costruttore navale, il 24 febbraio 1748 entrò a far parte del Comitato per le costruzioni navali come studente insegnante, e nel 1750 fu nominato gentiluomo alla corte reale. A partire dal 1752 trascorse oltre quattro anni insieme al tenente Frederik Michael Krabbe, studiando i metodi di progettazione e costruzione delle navi in Inghilterra, Francia, Repubblica di Venezia, dove a Venezia impararono l'arte di costruire le galee, e Paesi Bassi. Promosso tenente il 12 ottobre 1753, e capitano tenente il 19 luglio 1755, all'atto del loro ritorno in Danimarca, i due ufficiali progettarono uno sciabecco e avrebbero dovuto realizzare una fregata, che fu poi costruita dal solo Krabbe. Nel 1756 ebbe il suo primo comando, la fregata Hvide Ørn, assegnata alla squadra navale dell'ammiraglio Hans Henrik Rømeling. Distaccato successivamente sulla nave di linea Neptunus, non continuò più la sua carriera di progettista navale.
Nel 1757 a bordo del Neptunus navigava nel Mediterraneo, e quando il 30 maggio 1758 il capitano del vascello Island, Adam Frederik Lützow, morì a Malta, seguito poco dopo dal vicecomandante, egli fu destinato ad assumere il comando della nave che riportò in Danimarca alla fine dell'anno. Il 21 dicembre 1758 fu confermato nel grado di kaptajn, ebbe il comando di varie fregate (tra cui Christiansborg, Falster e Søridderen) negli otto anni successivi, prestando servizio nel Mare Baltico e nel Mediterraneo e intraprendendo una missione diplomatica in Marocco nel 1763 con la fregata Havfruen. Durante il viaggio di ritorno da Salee, Marocco, la Havfruen trascorse un periodo di quarantena a Lisbona.
Il 7 gennaio 1765 si sposò a Constantinsborg con la signorina Sophie Elisabeth Charisius, figlia del konferensråd Constantin August Charisius,  che morì il 9 settembre 1769. Nel corso del 1765 guidò, su incarico di Johann Hartwig Ernst von Bernstorff, un'altra missione diplomatica in Marocco utilizzando una nave mercantile armata che innalzava specificamente lo stendardo reale danese. Al ritorno, nella primavera del 1766, gli fu concesso un permesso speciale di tre mesi per ordinare i suoi affari personali. Promosso comandante nel 1767, nel 1769 assunse il comando della nave di linea Mars. Su questa nave trasportò da Copenaghen, dove era stata in visita a sua sorella, la regina Caroline Matilde, la duchessa britannica di Gloucester nel Meclemburgo in Pomerania. Dal 10 luglio 1770, in sostituzione di Gaspard Frédéric le Sage de Fontenay,  al 1781, fu al comando del collegio per l'addestramento degli ufficiali di marina (søkadetkompagniet), e l'11 settembre 1771, nella chiesa di Bøstrup, si risposò con Edele Sophie Kaas. Ciambellano il 6 gennaio 1772, nel 1778, con un'eredità del suocero (Otto Ditlev Kaas), acquistò una tenuta a Langeland. Commodoro il 12 dicembre 1775, comandante del vascello Jylland (1779-1780), insignito del titolo di Cavaliere Bianco dell'Ordine del Dannebrog nel 1780, contrammiraglio il 19 dicembre 1781, dal quell'anno al 1792 fu il comando della base navale di Holmen. Il 31 luglio 1790 fu promosso viceammiraglio, il 9 marzo 1792 entrò come deputato nell'Admiralitets- og Kommissariatskollegiet, e poi divenne primo vice (equivalente al rango di Ministro della Marina) il 12 giugno 1796. Alzando la sua insegna sul vascello Kronprindsesse Maria comandò una squadra navale danese nel 1795 e nel 1796 che operò insieme alla sua controparte svedese in missioni di pattugliamento a garanzia della neutralità della Danimarca e della Svezia. Il comando della squadra congiunta passava semestralmente dal vice ammiraglio svedese a quello danese, e viceversa. Promosso ammiraglio il 24 dicembre 1800, si spense nella Capitale il 28 marzo 1804.
Dopo il servizio funebre nella cappella della chiesa di Holmen tenutosi il 4 aprile, il suo corpo fu trasferito da lì il 4 giugno 1804 per essere seppellito nella chiesa di Bråby, vicino a Roskilde. Un suo ritratto, opera di Peder Als, è esposto nel Museo di Storia Nazionale del Castello di Frederiksborg a Hillerød.

### Fonti
1. 1 2 3 4  Runeberg.
2. 1 2  Topsøe-Jensen 1935, Vol.1, p. 705.
3. 1 2 3 4 5 6  Gravsted.
4. 1 2 3 4 5 6  Topsøe-Jensen 1935, Vol.1, p. 706.
5. ↑  Topsøe-Jensen 1935, Vol.2, pp. 25-27.
6. 1 2 3 4 5 6 7  Topsøe-Jensen 1935, Vol.1, p. 707.
7. 1 2 3 4  Topsøe-Jensen 1935, Vol.1, p. 708.